# Liste der Biografien/Caru
Liste der Biografien |
Portal Biografien |
Personensuche
# |
A |
B |
C |
D |
E |
F |
G |
H |
I |
J |
K |
L |
M |
N |
O |
P |
Q |
R |
S |
T |
U |
V |
W |
X |
Y |
Z |
?
 
Ca |
Cb |
Cc |
Ce |
Ch |
Ci |
Cj |
Ck |
Cl |
Cm |
Cn |
Co |
Cr |
Cs |
Ct |
Cu |
Cv |
Cw |
Cy |
Cz
 
Caa–Cag |
Cah |
Cai |
Caj |
Cak |
Cal |
Cam |
Can |
Cao–Cap |
Caq |
Car |
Cas |
Cat–Caz
 
Cara |
Carb |
Carc |
Card |
Care |
Carf |
Carg |
Carh |
Cari |
Carj |
Cark |
Carl |
Carm |
Carn |
Caro |
Carp |
Carq |
Carr |
Cars |
Cart |
Caru |
Carv |
Carw |
Cary |
Carz
Die Liste der Biografien führt alle Personen auf, die in der deutschsprachigen Wikipedia einen Artikel haben. Dieses ist eine Teilliste mit 67 Einträgen von Personen, deren Namen mit den Buchstaben „Caru“ beginnt.

## Caru

### Carua
- Caruana Galizia, Daphne (1964–2017), maltesische Journalistin und Bloggerin
- Caruana, Carmelo (1914–1985), maltesischer Lehrer, Journalist und Förderer der maltesischen Sprache
- Caruana, Charles (1932–2010), britischer Geistlicher, römisch-katholischer Bischof von Gibraltar
- Caruana, Fabiano (* 1992), US-amerikanischer und italienischer SchachspielerFabiano Caruana (* 1992)

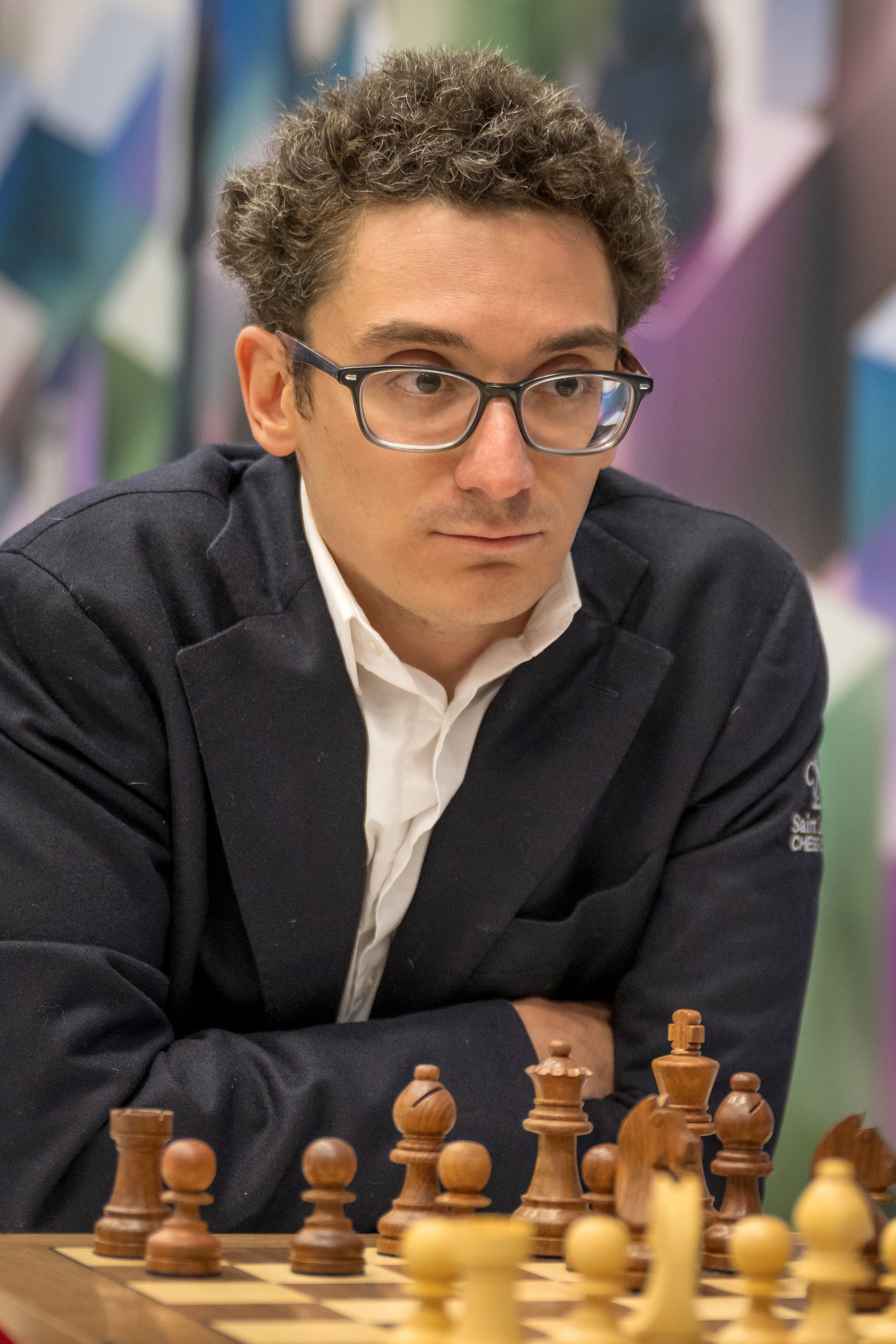
Fabiano Caruana (* 1992)

- Caruana, Francesco Saverio (1759–1847), maltesischer römisch-katholischer Geistlicher, Bischof von Malta
- Caruana, Gabriel (1929–2018), maltesischer Künstler, Bildhauer und Keramiker
- Caruana, George Joseph (1882–1951), maltesischer römisch-katholischer Geistlicher, Erzbischof und Diplomat des Heiligen Stuhls
- Caruana, Jaime (* 1952), spanischer Bankmanager
- Caruana, Jonathan (* 1986), maltesischer Fußballspieler
- Caruana, Liam (* 1998), italienischer Tennisspieler
- Caruana, Mac (* 1998), kanadisch-australischer Eishockeyspieler
- Caruana, Mauro (1867–1943), maltesischer römisch-katholischer Geistlicher, Bischof von Malta
- Caruana, Peter (* 1956), gibraltischer Politiker

### Carub
- Carubbi, Guglielmo (1908–1964), italienischer Ruderer

### Caruc
- Carucci, Nicolò (* 2001), italienischer Ruderer
- Caruccio, Nic, US-amerikanischer Schauspieler

### Carug
- Carugenus, antiker römischer Toreut

### Carul
- Carulla, Mario (* 1971), peruanisch-spanischer Badmintonspieler
- Carulla, Montserrat (1930–2020), spanische Schauspielerin
- Carulli, Ferdinando (1770–1841), italienischer Komponist und Gitarrist

### Carun
- Carunchio, Carlo (* 1942), italienischer Drehbuchautor
- Caruncho, Fernando (* 1957), spanischer Landschafts- und Gartenarchitekt

### Carus
- Carus († 283), römischer Kaiser (282–283)
- Carus, Agnes (1802–1839), deutsche Sängerin (Sopran)
- Carus, Albert Gustav (1817–1891), deutscher Mediziner und Leibarzt am sächsischen Königshof
- Carus, Carl Gustav (1789–1869), deutscher Arzt, Maler und NaturphilosophCarl Gustav Carus (1789–1869)

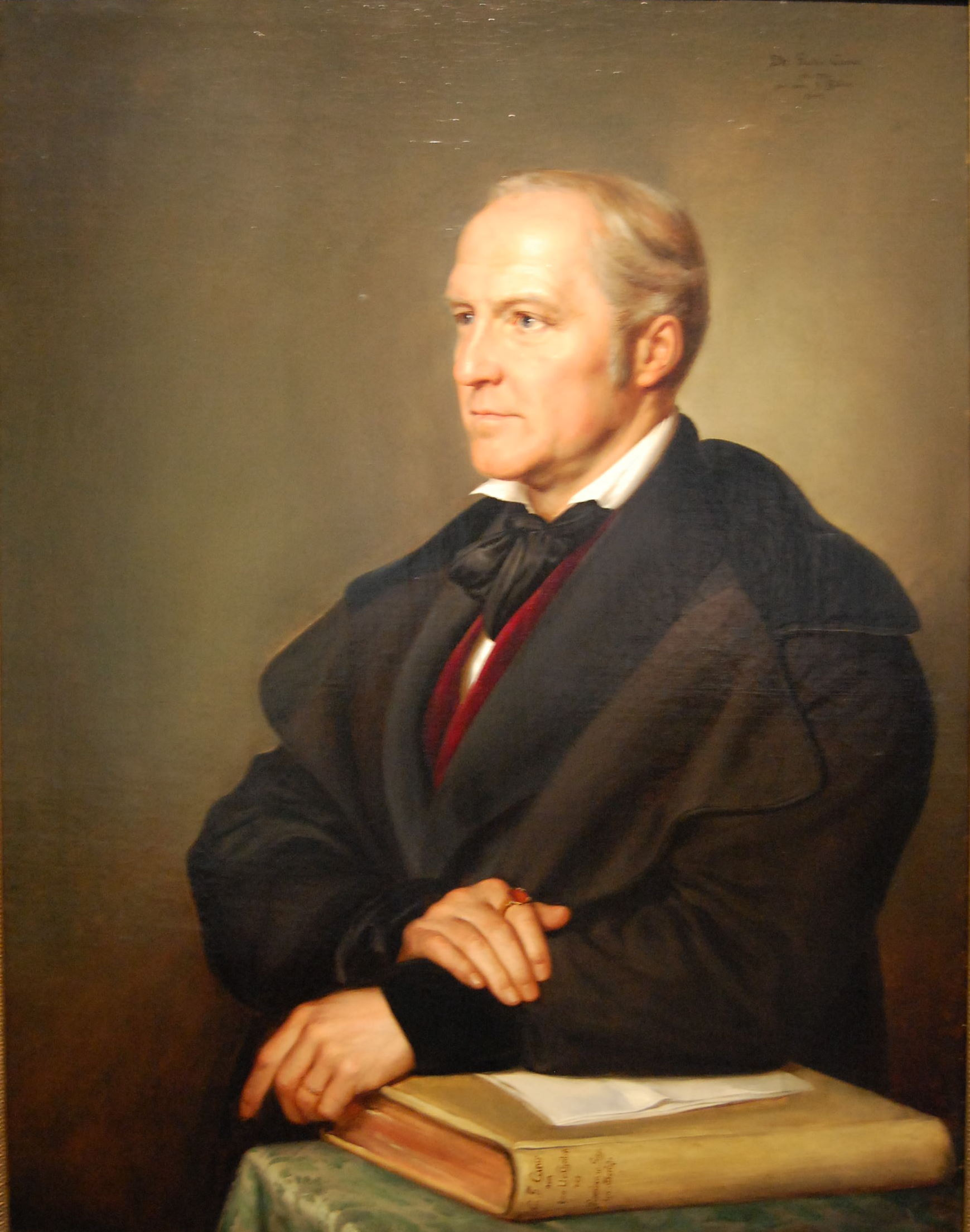
Carl Gustav Carus (1789–1869)

- Carús, Carlos (1930–1997), mexikanischer Fußballspieler
- Carus, Claudia (* 1985), deutsche Schauspielerin und Sängerin
- Carus, Ernst August (1797–1854), deutscher Chirurg und Hochschullehrer
- Carus, Friedrich August (1770–1807), deutscher Psychologe und Philosoph
- Carus, Julius Victor (1823–1903), deutscher Zoologe
- Carus, Paul (1852–1919), deutsch-amerikanischer Verleger, Schriftsteller und Philosoph
- Carus, Victor Alexander (1888–1940), deutscher Kunst- und Musikhistoriker
- Carus-Wilson, Eleanora Mary (1897–1977), kanadisch-britische Wirtschaftshistorikerin
- Carusa, Kyra (* 1995), irische Fußballspielerin
- Caruso, Adam (* 1962), britischer Architekt
- Caruso, Alessandro (* 1980), deutscher Fußballspieler
- Caruso, Alex (* 1994), US-amerikanischer Basketballspieler
- Caruso, Anthony (1916–2003), US-amerikanischer Schauspieler
- Caruso, Arianna (* 1999), italienische Fußballspielerin
- Caruso, Casto (* 1904), italienischer Diplomat
- Caruso, D. J. (* 1965), US-amerikanischer Filmregisseur und -produzent
- Caruso, Damiano (* 1987), italienischer Radrennfahrer

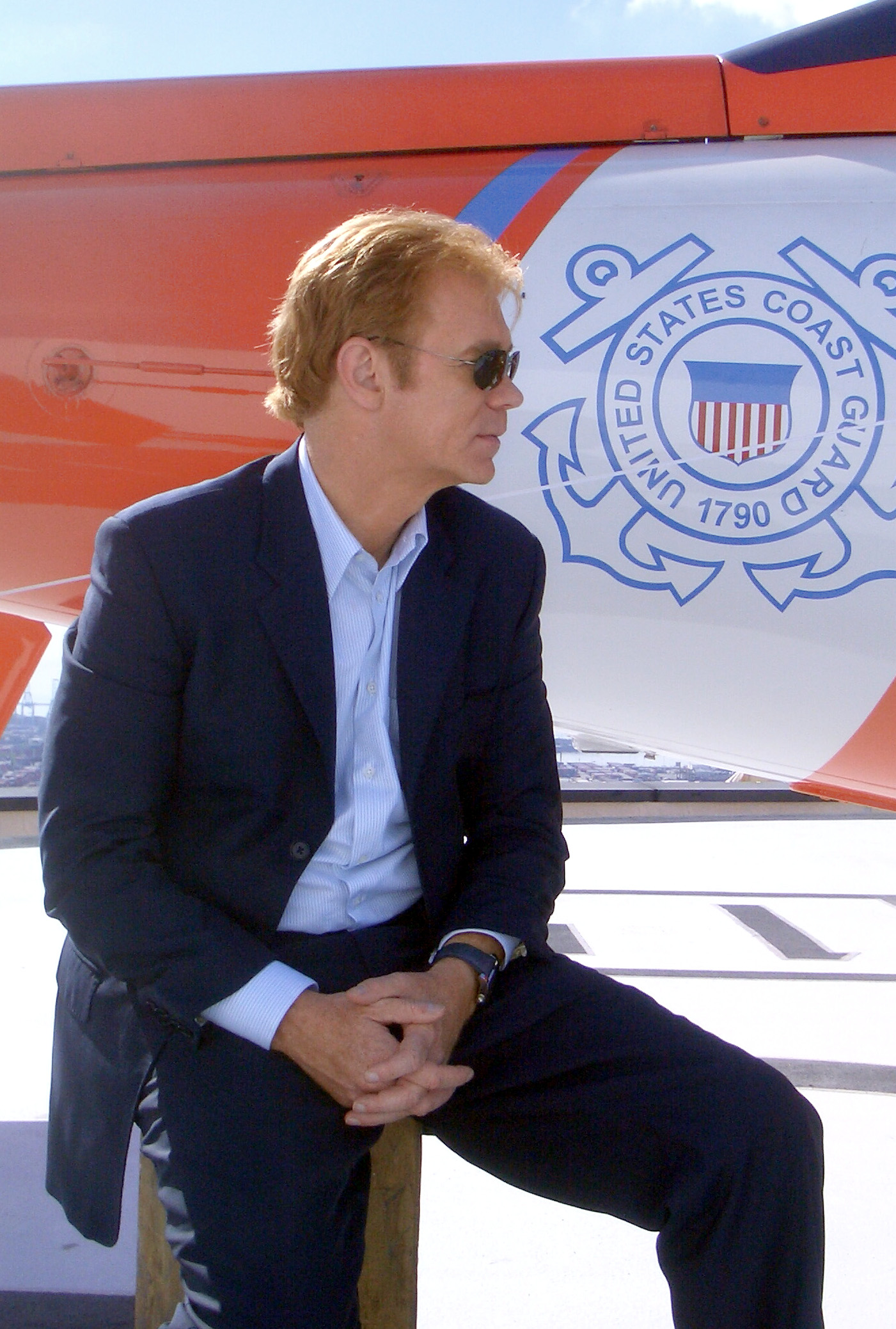
David Caruso (* 1956)

- Caruso, David (* 1956), US-amerikanischer SchauspielerDavid Caruso (* 1956)
- Caruso, David R. (* 1956), US-amerikanischer Managementpsychologe
- Caruso, Dorothy (1893–1955), US-amerikanische Erbin und Schriftstellerin
- Caruso, Enrico (1873–1921), italienischer Opernsänger (Tenor)
- Caruso, Francesco (* 1940), italienischer Diplomat
- Caruso, Frank (1948–2019), US-amerikanischer Jazzmusiker (Piano, Komposition) und Musikpädagoge
- Caruso, Giampaolo (* 1980), italienischer Radrennfahrer
- Caruso, Igor A. (1914–1981), österreichischer Psychologe und Psychoanalytiker russischer Herkunft
- Caruso, Luigi (1754–1823), italienischer Komponist und Kapellmeister
- Caruso, Marcelo (* 1968), argentinischer Bildungsforscher
- Caruso, Mickey (1937–2004), US-amerikanischer Schauspieler und Stuntman
- Caruso, Oliver (* 1974), deutscher Gewichtheber
- Caruso, Pino (1934–2019), italienischer Schauspieler und Regisseur
- Caruso, Roberto (* 1967), italienischer Radsportler
- Caruso, Salvatore (* 1992), italienischer Tennisspieler
- Caruso, Sophia Anne (* 2001), US-amerikanische SchauspielerinSophia Anne Caruso (* 2001)

Sophia Anne Caruso (* 2001)

- Caruso, Stefano (* 1987), italienischer Eiskunstläufer und Eistänzer

### Carut
- Căruţaşu, Constantin (* 1959), rumänischer Radrennfahrer
- Caruth, Asher G. (1844–1907), US-amerikanischer Politiker
- Caruthers, Dontay (* 1995), US-amerikanischer Basketballspieler
- Caruthers, Ed (* 1945), US-amerikanischer Hochspringer
- Caruthers, Marvin H. (* 1940), US-amerikanischer Biochemiker
- Caruthers, Robert L. (1800–1882), US-amerikanischer Politiker im US-Bundesstaat Tennessee
- Caruthers, Samuel (1820–1860), US-amerikanischer Politiker